# Paraclius discifer
Paraclius discifer är en tvåvingeart som beskrevs av Aldrich 1902. Paraclius discifer ingår i släktet Paraclius och familjen styltflugor. Inga underarter finns listade i Catalogue of Life.